# Усохи (Куйбышевский район)
Усохи — деревня в Куйбышевском районе Калужской области России. Входит в состав сельского поселения «Село Жерелево».

## География
Деревня находится в юго-западной части Калужской области, в зоне хвойно-широколиственных лесов, в пределах Барятинско-Сухиничской равнины, на правом берегу реки Шуицы, на расстоянии примерно 22 километров (по прямой) к северо-западу от посёлка Бетлица, административного центра района. Абсолютная высота — 193 метра над уровнем моря.

### Климат
Климат характеризуется как умеренно континентальный, с тёплым летом и умеренно холодной снежной зимой. Среднегодовая многолетняя температура воздуха составляет 3,9 °С. Средняя температура воздуха самого тёплого месяца (июля) — 18 — 18,5 °C (абсолютный максимум — 38 °C); самого холодного (января) — −10,5 — −9,5 °C (абсолютный минимум — −46 °C). Безморозный период длится в среднем 141 день. Среднегодовое количество атмосферных осадков составляет 610—620 мм, из которых большая часть выпадает в тёплый период. Снежный покров держится в течение 130—140 дней.

### Часовой пояс
Деревня Усохи, как и вся Калужская область, находится в часовой зоне МСК (московское время). Смещение применяемого времени относительно UTC составляет +3:00.

## Население
| 2002 | 2010 |
| ---- | ---- |
| 26   | ↘13  |

На январь 2025 года в деревне насчитывалось 3 постоянных жителя (2 мужчины и 1 женщина). По состоянию на февраль того же года осталось 2 жителя (1 мужчина и 1 женщина).

### Половой состав
По данным Всероссийской переписи населения 2010 года в гендерной структуре населения мужчины составляли 46,2 %, женщины — соответственно 53,8 %.

### Национальный состав
Согласно результатам переписи 2002 года, в национальной структуре населения русские составляли 100 %.

## Происшествия
28 января 2025 года сотрудниками Куйбышевского лесничества в районе деревни Усохи был выявлен факт незаконной вырубки леса. На следующий день для проведения проверки на место событий выехали пятеро сотрудников лесничества. Подозрение пало на 64-летнего местного жителя. Для предъявления обвинения лесники направились к нему домой. В тот момент подозреваемый рубил дрова. Однако, увидев сотрудников лесничества, он, не пытаясь вступить в разговор, тут же схватил пистолет ТТ и открыл огонь на поражение. Трое сотрудников — заместитель директора, лесник и водитель — были убиты на месте. Остальных двоих — женщину-инженера и сына убитого заместителя директора — преступник под угрозой убийства завёл к себе домой, где приковал к батарее наручниками. Затем он вернулся на место преступления, отогнал служебный УАЗ струпом водителя в сторону и поджёг. В это время прикованная к батарее женщина-инженер смогла дотянуться до телефона и вызвала полицию. Однако к моменту приезда сотрудников полиции и МЧС браконьер, согласно официальным данным, покончил с собой. В доме преступника было обнаружено оружие и боеприпасы, преимущественно времён Великой Отечественной войны. Ранее он был судим за незаконное хранение взрывчатых веществ, кроме того, за несколько лет до случившегося у него был обнаружен целый арсенал оружия, которое, по его словам, было найдено в лесу в местах боёв Великой Отечественной войны.